# Advantage Cars Prague Open 2024
Advantage Cars Prague Open 2024, oficiálně Advantage Cars Prague Open 2024 by Sport-Technik Bohemia, byl kombinovaný tenisový turnaj mužského okruhu ATP Challenger Tour a ženského okruhu ITF Women's World Tennis Tour. Odehrával se na antukových dvorcích I. ČLTK Praha na Štvanici. Prague Open probíhal jako dvacátý čtvrtý ročník mezi 6. a 12. květnem 2024 v české metropoli Praze.
Mužský turnaj dotovaný 74 825 eury se řadil do challengerové kategorie 75. Ženská událost s rozpočtem 60 000 dolarů patřila do kategorie W75. Nejvýše nasazenými v singlových soutěžích se stali 152. tenista světa Leandro Riedi ze Švýcarska a 134. žena klasifikace Suzan Lamensová z Nizozemska. Jako poslední přímý účastník do dvouhry nastoupil francouzský 275. hráč žebříčku Mathias Bourge. V důsledku invaze Ruska na Ukrajinu na konci února 2022 řídící organizace tenisu ATP, WTA a ITF s grandslamy rozhodly, že ruští a běloruští tenisté mohli dále na okruzích startovat, ale do odvolání nikoli pod vlajkami Ruska a Běloruska.
Osmý singlový titul na okruhu ATP Challenger Tour vybojoval 30letý Čech Jiří Veselý. Šestou trofej z dvouhry okruhu ITF získala jeho krajanka Dominika Šalková. V této úrovni tenistu tak udržela finálovou neporazitelnost. Mužskou čtyřhru ovládli Němci Jakob Schnaitter s Markem Wallnerem. Ženský debl vyhrály Australanka Jaimee Fourlisová se Šalkovou, která si z Prahy odvezla druhý kariérní double.

## Rozdělení bodů a finančních odměn

### Rozdělení bodů
| Soutěž       | Soutěž | vítězové | finalisté | semifinalisté | čtvrtfinalisté | 16 v kole | 32 v kole |
| ------------ | ------ | -------- | --------- | ------------- | -------------- | --------- | --------- |
| dvouhra mužů | [ 3 ]  | 75       | 44        | 22            | 12             | 6         | —         |
| čtyřhra mužů | [ 8 ]  | 75       | 44        | 22            | 12             | 0         | —         |
| dvouhra žen  |        | 75       | 49        | 29            | 16             | 9         | 1         |
| čtyřhra žen  |        | 75       | 49        | 29            | 16             | 1         | —         |

### Finanční odměny
| Soutěž                                | Soutěž      | vítězové | finalisté | semifinalisté | čtvrtfinalisté | 16 v kole | 32 v kole |
| ------------------------------------- | ----------- | -------- | --------- | ------------- | -------------- | --------- | --------- |
| dvouhra mužů                          | [ 3 ] [ 9 ] | 10 200 € | 6 015 €   | 3 565 €       | 2 070 €        | 1 200 €   | 745 €     |
| dvouhra žen                           |             | 9 142 $  | 4 886 $   | 2 683 $       | 1 543 $        | 935 $     | 557 $     |
| čtyřhra mužů                          | [ 8 ]       | 4 250 €  | 2 450 €   | 1 480 €       | 880 €          | 500 €     | —         |
| čtyřhra žen                           |             | 3 344 $  | 1 672 $   | 836 $         | 456 $          | 304 $     | —         |
| částky ve čtyřhře jsou uvedeny na pár |             |          |           |               |                |           |           |

## Mužská dvouhra

### Nasazení
| Stát                          | Hráč              | ATP  | Nasazení |
| ----------------------------- | ----------------- | ---- | -------- |
| Švýcarsko                     | Leandro Riedi     | 152. | 1.       |
| Francie                       | Hugo Grenier      | 153. | 2.       |
| Argentina                     | Marco Trungelliti | 69.  | 3.       |
| Německo                       | Rudolf Molleker   | 172. | 4.       |
| Francie                       | Benjamin Bonzi    | 176. | 5.       |
| USA                           | Martin Damm       | 177. | 6.       |
| Česko                         | Dalibor Svrčina   | 185. | 7.       |
| Slovensko                     | Alex Molčan       | 192. | 8.       |
| Žebříček ATP k 22. dubnu 2024 |                   |      |          |

### Jiné formy účasti
Následující hráči obdrželi divokou kartu do hlavní soutěže:
- Jonáš Forejtek
- Toby Kodat
- Jan Kumstát

Následující hráč nastoupil jako náhradník:
- Jiří Veselý

Následující hráči postoupili z kvalifikace:
- Nikoloz Basilašvili
- Clément Chidekh
- Mathys Erhard
- Felix Gill
- Martin Krumich
- Jakub Paul

Následující hráč postoupil z kvalifikace jako šťastný poražený: 
- Giovanni Fonio

## Mužská čtyřhra

### Nasazení
| Stát                                                                                    | Hráč                 | Stát       | Hráč                  | ATP  | Nasazení |
| --------------------------------------------------------------------------------------- | -------------------- | ---------- | --------------------- | ---- | -------- |
| Švédsko                                                                                 | André Göransson      | Nizozemsko | Sem Verbeek           | 168. | 1.       |
| Španělsko                                                                               | Sergio Martos Gornés | Řecko      | Petros Tsitsipas      | 216. | 2.       |
| Indie                                                                                   | Anirudh Čandrasekar  | Indie      | Niki Kalijanda Púnača | 219. | 3.       |
| Česko                                                                                   | Petr Nouza           | Česko      | Patrik Rikl           | 250. | 4.       |
| Žebříček ATP k 22. dubnu 2024; číslo je součtem žebříčkového postavení obou členů páru. |                      |            |                       |      |          |

### Jiné formy účasti
Následující páry obdržely divokou kartu:
- Toby Kodat /  Matěj Vocel
- Jiří Barnat /  Jan Hrazdil

## Ženská dvouhra

### Nasazení
| Nizozemsko                    | Suzan Lamensová     | 134. | 1. |
| Maďarsko                      | Panna Udvardyová    | 151. | 2. |
| Německo                       | Ella Seidelová      | 152. | 3. |
| Česko                         | Dominika Šalková    | 171. | 4. |
| Ukrajina                      | Kateryna Baindlová  | 176. | 5. |
| Německo                       | Noma Noha Akugueová | 179. | 6. |
| Austrálie                     | Priscilla Honová    | 192. | 7. |
| Turecko                       | İpek Özová          | 199. | 8. |
| Žebříček WTA k 22. dubnu 2024 |                     |      |    |

### Jiné formy účasti
Následující páry obdržely divokou kartu do hlavní soutěže:
- Victoria Bervid
- Denisa Hindová
- Barbora Palicová
- Amélie Šmejkalová

Následující hráčky postoupily z kvalifikace:
- Amina Anšbová
- Alena Kovačková
- Jesika Malečková
- Marina Melnikovová
- Jessica Pieriová
- Ivana Šebestová
- Dalila Spiteriová
- Stephanie Wagnerová

Následující hráčka postoupila z kvalifikace jako šťastná poražená:
- Laura Mairová

## Ženská čtyřhra

### Nasazení
| Stát                                                                      | Hráčka                    | Stát    | Hráčka                | WTA  | Nasazení |
| ------------------------------------------------------------------------- | ------------------------- | ------- | --------------------- | ---- | -------- |
|                                                                           | Amina Anšbová             | Česko   | Anastasia Dețiuc      | 199. | 1.       |
| Česko                                                                     | Miriam Kolodziejová       | Česko   | Jesika Malečková      | 215. | 2.       |
| Spojené království                                                        | Samantha Murray Sharanová | Indie   | Prarthana Thombareová | 340. | 3.       |
| USA                                                                       | Jessie Aneyová            | Německo | Lena Papadakisová     | 347. | 4.       |
| Žebříček WTA k 22. dubnu 2024; číslo je součtem umístění obou členek páru |                           |         |                       |      |          |

## Přehled finále

### Mužská dvouhra
- Jiří Veselý vs.  Gauthier Onclin 6–2, 3–6, 7–6(7–3)

### Ženská dvouhra
- Dominika Šalková vs.  Maja Chwalińská, 6–3, 6–0

### Mužská čtyřhra
- Jakob Schnaitter /  Mark Wallner vs.  Jiří Barnat /  Jan Hrazdil 6–3, 6–1

### Ženská čtyřhra
- Jaimee Fourlisová /  Dominika Šalková vs.  Noma Noha Akugueová /  Ella Seidelová, 5–7, 7–5, [10–4]